# Calla Curman
Calla Curman, née Lundström le 12 novembre 1850 à Jönköping et morte le 2 février 1935 à Stockholm, est une féministe, écrivaine, philanthrope, socialite et salonnière suédoise. Elle est la fondatrice de la réserve naturelle de Stångehuvud (en) et fais partie des cinq fondatrices de l'association féminine Nya Idun (en).

## Biographie

### Enfance et formation
Calla Curman est la fille unique de Carl Frans Lundström (sv), un industriel et politique suédois, et Sofie Malmberg. À l'origine, sa famille mène une vie simple, en tirant ses revenus de la revente d'airelles en Grande-Bretagne. Puis au cours des années 1840, son père et son oncle Johan Edvard Lundström (en) établissent une usine d'allumette à Jönköping et construisent au fur et à mesure un empire industriel. À la naissance de Calla, sa famille est alors relativement riche.
Sa jeunesse est assez solitaire, car en plus d'être fille unique, elle est éduquée à la maison par un tuteur qui lui enseigne le français, l'anglais et la littérature.
À l'âge de douze ans, elle déménage avec sa famille à Stockholm, lorsque son père est nommé chef de l'usine textile Carlsvik.
Dans sa jeunesse, elle montre déjà des talents littéraires et musicaux. Mais son mariage à l'âge de 17 ans met un terme immédiat à ses perspectives musicales.

### Vie de famille
Elle se marie en 1867 à Adolf Liljerot, un docteur de quatorze ans son aîné. Ils ont ensemble deux enfants.
Son mari meurt en 1874 alors que Calla n'as que 24 ans,.

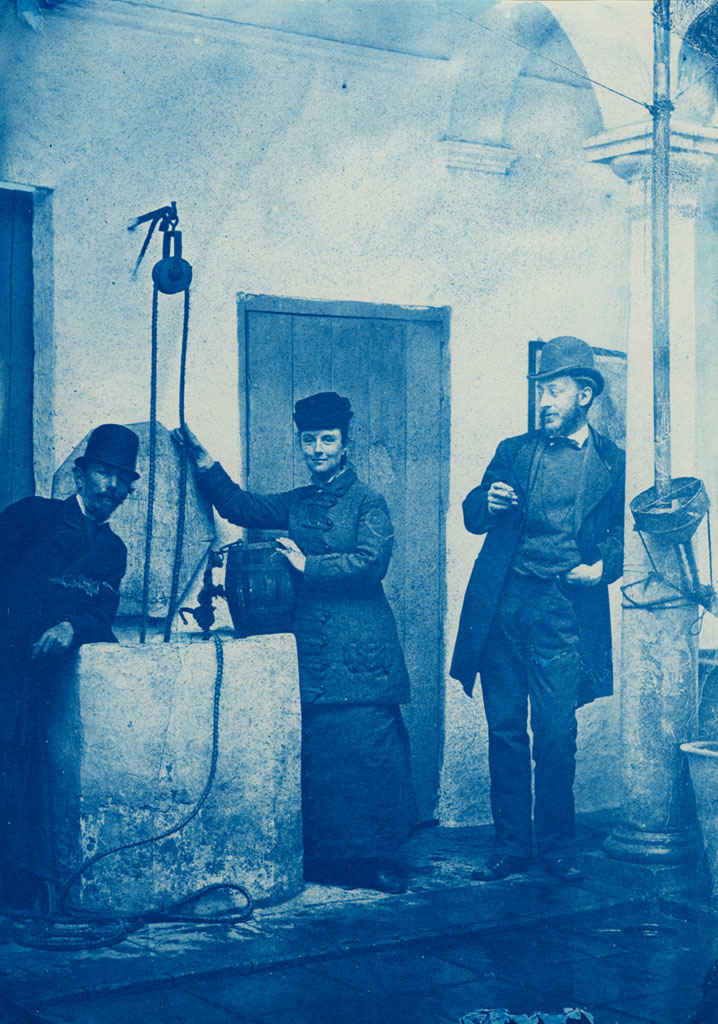
Cyanotype de Carl Curman représentant Calla Curman et deux inconnus en Andalousie, en 1878

Quelques années après, elle rencontre son second mari, le professeur Carl Curman lors d'une excursion en Italie avec ses parents. Ils s'épousent en 1878 et vivent ensemble jusqu'à la mort de Carl en 1913. Ils firent leur voyage de noces en Espagne, où Carl prit de nombreuses photographies. Ils eurent ensemble quatre enfants.

### Activités
Durant sa vie Calla Curman écrit de nombreux articles pour les journaux Aftonbladet, Tidskrift för hemmet, Ord och Bild (en), Stockholms Dagblad (en), Jyllands-Posten et Dagny,.
En 1885, Calla Curman fonde l'association culturelle féminine Nya Idun avec les intellectuelles Ellen Fries (en), Hanna Winge, Ellen Key et Amélie Wikström.
Doté d'un patrimoine conséquent, Calla Curman fait des donations importantes pour des organisations culturelles et de protections de la nature tels Bergianska Trädgården (en), l'association Fredrika Bremer (en) et les musées stockholmois Historiska et Egyptiska (sv).
Elle est très active dans de nombreuses sociétés. Elle siège au conseil d'administration de Handarbetets vänner (sv) de 1880 à 1904, de Stockholms läsestuga de 1898 à 1900 et de Samfundet för unison sång (sv) de 1908 à 1915. Elle participe également à l'association Riksföreningen för svenskhetens bevarande i utlandet (sv) en siégeant au sein de la division de Stockholm de 1918 à 1924,.
En 1926 elle publie ses mémoires chez l'éditeur Norstedt.

### Les réceptions Curman
Dans les années 1880 et 1890, Calla et son mari accueillent durant leur "réception Curman" de nombreux auteurs, artistes et scientifique dans leur demeure située au Florogatan 3 à Stockholm. Leur maison est construite à l'antique et l'atrium et le péristyle peut recevoir confortablement une centaine de convives. Ces salons attirent de grands intellectuels suédois tels Sonja Kovalevsky, Ivar Afzelius, Nils Linder, Harald Wieselgren (en), Gustav Cederström, August Malmström, Olga Björkegren (en), Ellen Hartman (en), Anne Charlotte Leffler, Viktor Rydberg, Carl Snoilsky, Sophie Adlersparre, Agnes Branting (en), Anna Hierta-Retzius, Agda Montelius et Ellen Key. Lors de ces événements, elle chante et joue du piano et de la guitare.

### La réserve naturelle de Stångehuvud

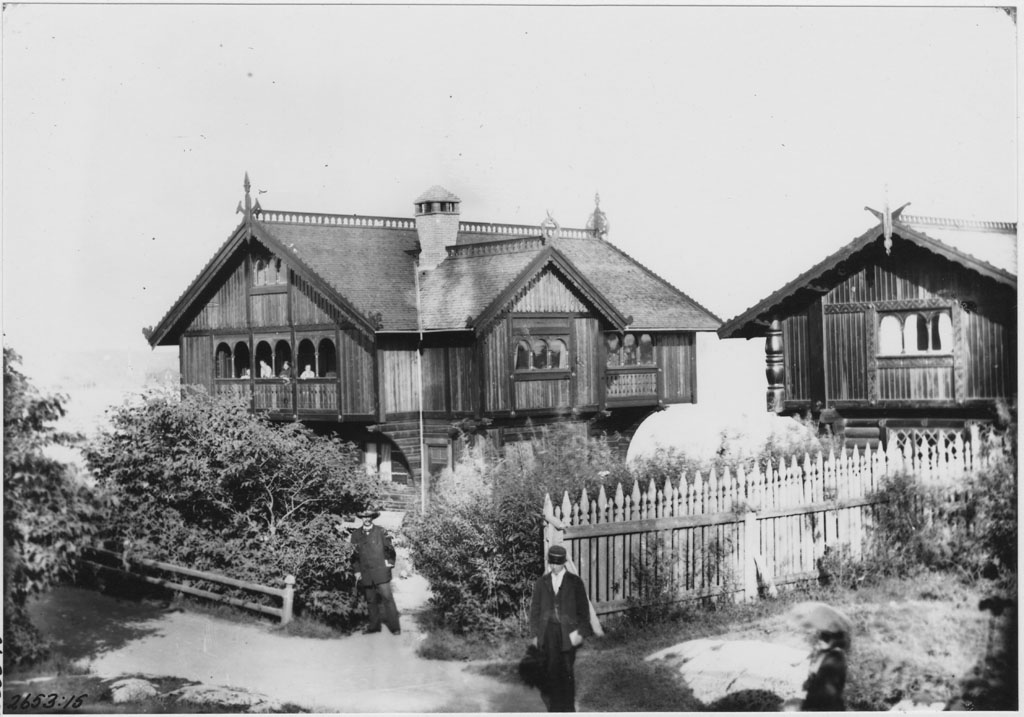
Photographie de Carl Curman représentant la villa Curman à Lysekil dans les années 1880

Entre 1880 et 1930, elle passe la plupart de ses étés à Lysekil avec ses enfants et son mari, dans une maison de style Drakstil qu'ils ont fait construire. Calla Curman, qui était une passionnée de randonnée, aime particulièrement visiter les falaises de granit de Stångehuvud, situé à un kilomètre à vol d'oiseau de leur domicile. Elle et son mari suivent alors avec inquiétude l'industrie des carrières qui menace ces falaises. Après la mort de son mari, Calla achète petit à petit les terres de Stångehuvud et en sauvegarde plus de 185 000 m²,. Le 3 novembre 1925, elle fait don de ses terres à l'Académie royale des sciences de Suède et fonde par la même occasion la fondation Carl & Calla Curmans stiftelse dont l'objectif est la sauvegarde du site naturel. En 1982, Stångehuvud devient une réserve naturelle.

### Mort
Calla Curman meurt à Stockholm le 2 février 1935. Elle est enterrée au Cimetière du nord de Solna.

## Œuvres

### Ouvrage
- 1926 : (sv) Minnen [« Mémoire »], Stockholm, Norstedt, 314 p. (ISBN 978-9-174-51405--6)
- 1931 : (sv) I Landsflykt [« En exil »], Stockholm, Idun, 22 p.

### Composition musicale
- 1897 : (sv) Fyra sånger för en röst och piano, Stockholm, Abr. Hirschs, 14 p. (lire en ligne), sous le pseudonyme Eli Rem